# Пеучишоара
Пеучишоара (рум. Păucișoara) — село у повіті Муреш в Румунії. Входить до складу комуни Генешть.
Село розташоване на відстані 252 км на північний захід від Бухареста, 27 км на південний захід від Тиргу-Муреша, 74 км на південний схід від Клуж-Напоки, 124 км на північний захід від Брашова.

## Населення
За даними перепису населення 2002 року у селі проживали 235 осіб.
Національний склад населення села:
| Національність | Кількість осіб | Відсоток |
| -------------- | -------------- | -------- |
| угорці         | 137            | 58,3%    |
| румуни         | 94             | 40,0%    |

Рідною мовою назвали:
| Мова      | Кількість осіб | Відсоток |
| --------- | -------------- | -------- |
| угорська  | 140            | 59,6%    |
| румунська | 94             | 40,0%    |